# Droit d'accise
Le droit d’accise est un impôt indirect perçu sur la consommation, parfois aussi le seul commerce de certains produits, en particulier le tabac, l'alcool et le pétrole et ses dérivés.

## Définition et application
L’accise (prononcé \ak.siz\) est une taxe qui porte sur une quantité et non sur une valeur : ainsi la taxe sur les alcools consiste à prélever n euros par hectolitre d'alcool vendu. Au contraire, une taxe ad valorem porte sur la valeur d’un bien ou d'un service, comme la taxe sur la valeur ajoutée (TVA). Le terme accise provient d'un impôt britannique, l'excise prélevé sur les boissons en 1650, lui-même dérivé du terme néerlandais accijns, un impôt sur la consommation. Il s'agit donc d’un droit à acquitter pour accéder à la consommation de certains produits (dans certaines régions de l'ouest de la France, on connaît plus communément cette taxe sous le terme « acquis »[réf. souhaitée]).
En général, cette taxe frappe l'alcool et les boissons alcoolisées, les tabacs fabriqués (cigares, cigarettes etc.), les produits énergétiques (pétrole, gaz etc.), les véhicules ou les produits dits « de luxe ». Le but recherché par le législateur est de dissuader la consommation de produits qu'il considère comme ayant une externalité négative mais parfois aussi l’accise frappe le thé ou le café.
Plus récemment, l'accise a été introduite sur certaines formes de transport considérées comme polluantes (comme le transport aérien) ou sur la consommation de produits générateurs de déchets polluants peu ou pas recyclés, ou nuisibles à la protection de l’environnement (comme les produits électroniques, certains emballages plastiques etc.).
Il s'agit des plus anciennes sources de revenu des gouvernements du monde entier.
Les droits de douane, quand ils existent, s'appliquent en sus aux produits importés (sauf dans les unions fiscales et douanières comme l'Union européenne). En revanche, les droits et taxes d'accise sont prélevés même sur des produits fabriqués localement, en particulier tabac et alcool, et peuvent être prélevés indépendamment de leur origine (que ces produits soient importés ou non).

## Par pays

### Belgique et Luxembourg
Depuis 1921, la Belgique et le Luxembourg gèrent, dans le cadre de leur union économique bilatérale, certaines accises. En Belgique, en novembre 2005, les accises sur le café représentent annuellement environ 13 millions d’euros.

### Canada

#### Au niveau fédéral
Au Canada, on parle selon les cas de droits d'accise, de taxes d’accise (TA) ou de prélèvements spéciaux (PS) pour les prélèvements perçus par le gouvernement fédéral. Ces prélèvements sont régis principalement par :
- La Loi sur l'accise[6];
- La Loi sur la taxe d'accise[7];
- La Loi de 2001 sur l'accise[8].

L'entrée en vigueur de la Loi de 2001 sur l'accise marque une importante réforme du régime d'accise au Canada. Issue de travaux initiés en 1997, le projet de loi C-47 a modernisé et simplifié le cadre de collecte des accises,:
- Plusieurs contrôles jugés onéreux et dépassés sont abandonnés ;
- La taxation des produits alcoolisés est simplifiée avec une imposition à la production ;
- Le droit d'accise et la taxe d'accise sur les produits du tabac sont remplacés par un droit d'accise unique ;
  - L'augmentation de taxe sur le tabac annoncée en novembre 2001 est intégrée au projet de loi ;
- Plusieurs règles administratives sont unifiées avec celles appliquées à la taxe sur les produits et services.

Avec l'adoption du projet de loi C-47 le régime des droits d'accise est régi par la loi de 2001, sauf pour le cas exprès de la bière qui continue d'être régie par l'ancienne loi, incongruité pointée par le porte-parole du Bloc québécois.

#### Québec
Au Québec, les droits d'accise sur les produits du tabac sont désignés comme impôt sur le tabac et régis par la Loi concernant l'impôt sur le tabac.

### États-Unis
Le droit d'accise représente, en 2011, 3 % des recettes du budget fédéral des États-Unis soit 72 milliards de dollars américains.

### France
En France, la taxe intérieure de consommation sur les produits énergétiques (TICPE) et la taxe sur les tabacs et les alcools sont des droits d’accise. Ils sont perçus par la douane, de même que l'octroi de mer dans les départements d'outre-mer.
Le transport d’alcool (ou aussi de tabac et d’autres produits soumis à cette taxe) au-delà d’une quantité assez faible, même par les particuliers pour leur propre consommation, est soumis en France à cette taxe (aussi appelée « accise ») par exemple pour le transport d’alcool en fûts (cette taxe peut être prélevée en cas de franchissement de frontière, où la quantité d’alcool au-delà d'une certaine quantité sera acquittée auprès des services de douanes). C’est cette notion de seuil sur la quantité transportée (et non l'usage réel qui en sera fait) qui permet de présumer et différencier la détention personnelle de la fin commerciale (et cette taxe doit être acquittée avant le transport, même en cas d’achat avec facture dans une grande surface commerciale à destination des particuliers, ce que peu de gens savent mais qui peut faire l’objet d’une amende ou d’une saisie en cas de non-présentation du « timbre fiscal » (représenté par la capsule fiscale appelée « CRD » ou « capsule représentative de droit ») lors d’un contrôle par un service de douanes partout sur le territoire, pas seulement aux frontières, ou même en cas de constatation de ce transport par un service de police ou de gendarmerie à l’occasion de n’importe quel contrôle ou constat officiel en cas d’infraction routière ou d’accident responsable ou non). C’est le conducteur du véhicule qui doit justifier de cette taxe lors du transport ou la société qui l’emploie, si c’est un véhicule à usage professionnel.
En outre des taxes complémentaires (assimilables à des droits d’accise) sont perçues en France :
- sur les spiritueux à fort titrage alcoolique (plus de 18 degrés), les boissons mélangées contenant plus de 1 % d’alcool (« premix ») et sur les tabacs, au profit directement des caisses d'assurance maladie,
- sur l’eau potable fournie par les exploitants de concessions publiques (l’accise est alors payée par l’exploitant à l’agence publique de bassin et/ou l’administration communale),
- sur les forages réalisés par les particuliers (creusements de puits par exemple) ou certaines installations nécessitant une autorisation et un contrôle régulier (telles que les installations privées de traitement des eaux usées), leur contrôle étant de la compétence des agences de bassin pour la préservation des ressources en eau potable, ces taxes étant perçues par l’administration fiscale avant la délivrance de l’autorisation de construction,
- sur les coupes d’arbres dans les domaines privés de forêts protégées (cette taxe pouvant être compensée par les programmes de replantation),
- pour l'électricité, à hauteur de 3,37 cts € /kWh HTVA au 1er février 2025 (anciennement dénomée CSPE, Contribution au Service Public de l'Electricité),

ou indirectement par l’administration fiscale pour le compte de tiers :
- sur tous les produits électroniques ou difficiles à retraiter en raison de leur toxicité environnementale et non dégradabilité (communément appelée « écotaxe »), au profit d’un fonds finançant leur recyclage et la recherche dans ce domaine,
- sur les transports aériens de passagers, au profit d’un fonds international de développement,
- sur les supports de données numériques ou analogiques permettant la réplication (bandes magnétiques, disques durs, supports physiques à graver et toutes les mémoires non volatiles) au profit d’un fonds pour l’industrie des artistes et producteurs de médias (édition de musique, films, livres, logiciels) destiné à compenser le droit légal à la copie privée.

### Lettonie
En Lettonie, à la suite de la loi « Sur les droits d’accise », adoptée le 30 octobre 2004, le montant de ses droits étaient :
- boissons sucrées : 2 lats par 100 litres ;
- café : 50 lats par 100 kilogrammes ;
- bière : 1,22 lats par 100 litres pour chaque % de teneur en alcool mais non moins de 2 lats au total ;
- vins et autres boissons fermentées : 30 lats par 100 litres ;
- boissons à teneur en alcool jusqu'à 15 % : 42 lats par 100 litres ;
- boissons à teneur en alcool de 15 % à 22 % : 70 lats par 100 litres ;
- autres spiritueux et boissons alcoolisées : 550 lats par 100 litres ;
- cigarettes : 17,8 lats par 1000 cigarettes ; 32,2 % du prix de détail ;
- automobiles : en fonction de leur âge ; le taux des droits d’accise décroît de 250 à 75 lats pour une voiture d’un à sept ans et croît de 75 à 250 lats pour une voiture de 7 à 25 ans ;
- cigares : 11 lats par 1000 cigares ;
- tabac : 13 21 lats par 1 000 grammes ;
- essence, gazole : 148 255 lats par 1000 litres ;
- gaz de pétrole et autres hydrocarbures gazeux : 76 lats par 1000 litres ;
- combustibles liquides utilisés pour le chauffage : 13 lats par 1000 litres.

Les droits d’accise sur les boissons alcoolisées et le tabac sont acquittées par achat de timbres fiscaux de droits d'accise.

### Royaume-Uni
L’Excise Tax est un impôt indirect créé au Royaume-Uni, lors de la Première Révolution anglaise, appelé aussi « droit de timbre », qui s’est décliné pour de très nombreux produits, en particulier à l’importation.
Sa perception revenait à la puissante administration des commissaires de l'excise (ou accise), qui régentait en particulier les colonies anglaises. Cette taxe appartient à la famille des droits indirects de consommation frappant certaines catégories de produits. Ces droits sont codifiés et régis par des lois votées par le parlement. On parle de l’excise tax pour le coton, de l’excise tax pour le sucre.
Au XVIIIe siècle, l'Excise Tax occupe une place très importante dans le système financier de l'Angleterre. Les historiens en attribuent la création au Long-Parlement anglais, lors de la Première Révolution anglaise, en 1643. D'après Pablo de Pebler (Histoire financière du Royaume-Uni), le Long-Parlement n'aurait fait que la réorganiser et l'étendre à un plus grand nombre d'objets, tels que le vin, les liqueurs, le sel, le pain, la viande, c'est-à-dire aux consommations les plus usuelles. Toutefois, dans la pensée de cette assemblée, l'excise ne devait pas survivre aux nécessités financières du moment.
Dans les années 1690, sous Guillaume III et la reine Anne, le droit d'excise atteignit successivement le savon, la chandelle, l'amidon, les cuirs, le papier, les verres et les glaces, les bouteilles de grès, les tuiles, les briques. Le nombre des objets soumis à la taxe ou le taux de cette taxe n'a cessé de s'élever jusqu'à la paix générale en 1815, lorsque l'empereur Napoléon capitule. Ensuite a commencé un mouvement de suppression ou de réduction des droits qui a continué jusqu'en 1860.
En 1830, les spiritueux et les drêches représentent les deux tiers du produit de cette taxe, dans une Angleterre encore puritaine, qui au siècle précédent ne souhaitait pas que ses colonies des Antilles et d’Amérique du Nord ne s’enrichissent trop vite.
L’excise tax sur les drêches est levée chaque année depuis 1697 par le parlement, qui taxe alors aussi une somme proportionnelle sur certaines boissons, telles que le cidre et le poiré, dont la trop grande consommation nuirait à celle de la drèche.

### Union européenne
Dans l'Union européenne, la question des accises fut réglée par la directive 92/12/CEE du Conseil du 25 février 1992 relative au régime général, à la détention, à la circulation et aux contrôles des produits soumis à accise, entrée en vigueur le 1er janvier 1993 au moment de l'avènement du marché unique. Cette directive a été abrogée et remplacée au 1er avril 2010 par la directive 2008/118/CE du Conseil du 16 décembre 2008 relative au régime général d'accise et abrogeant la directive 92/12/CEE,.
La directive 2008/118/CE définit notamment son champ d'application territorial. Ainsi sont par exemple exclues du territoire d'application de la directives les Îles Canaries. En revanche, des territoires comme Monaco, notamment, sont considérés comme faisant partie du territoire communautaire pour l'application de la directive.
Selon la directive, les produits suivants sont soumis à l'accise :
- les huiles minérales[19] ;
- l'alcool et les boissons alcooliques ;
- les tabacs manufacturés[20].

En outre, la directive permet aux États membres d'appliquer des droits d'accise à d'autres produits que ceux mentionnés ci-dessus pour autant que cette taxation ne donne pas lieu à des formalités liées au passage des frontières.
Les produits visés par la directive deviennent soumis à l'accise au moment de leur production ou de leur importation sur le territoire de la Communauté tel que défini par la directive. L'accise ne devient toutefois exigible qu'au moment de la mise à la consommation des produits ou de la constatation de manquants. Est considérée comme mise à la consommation :
- a) toute sortie, y compris irrégulière, d'un régime suspensif ;
- b) toute fabrication, y compris irrégulière, de ces produits hors d'un régime suspensif ;
- c) toute importation, y compris irrégulière, de ces produits lorsque ces produits ne sont pas mis sous un régime suspensif[23].

Les produits d'accises sont produits, transformés et détenus en suspension de la taxe en entrepôts fiscaux. Ce n'est que lorsque ces produits sortent de l'entrepôt fiscal et sont soustraits au régime suspensif qui s'y attache que l'accise devient exigible. Toutefois, pour éviter la perception (et le remboursement éventuel) de l'accise à chaque déplacement de marchandises dans le cadre de leur commerce, la directive prévoit également un régime de circulation sous régime suspensif. Ce régime permet en fait une interconnexion entre entrepôts fiscaux qui permet d'expédier des produits d'accise d'un entrepôt fiscal à un autre sans que soit perçue l'accise. Ainsi de l'essence pourra être expédiée par bateau d'une raffinerie de pétrole située dans un état membre de l'Union européenne à destination d'un dépôt pétrolier situé dans un autre état membre sans que l'accise ne soit perçue au départ où à l'arrivée. En règle générale, ce n'est que lorsque le distributeur va soustraire l'essence du dépôt pour la conduire vers les stations que l'accise deviendra exigible puisqu'à ce moment, le produit est soustrait du régime suspensif. Le coût des accises acquittées sera répercuté par les distributeur dans le prix facturé aux exploitants des pompes et sera en définitive supporté par le consommateur. La circulation des produits entre entrepôts fiscaux s'effectue sous le couvert d'un document administratif d'accompagnement (DAA) qui est visé par la douane dans le pays de départ et par la douane du pays d'arrivée d'où il est renvoyé à l'émetteur. De nos jours, ce suivi des mouvements est fait de manière dématérialisée via le système électronique communautaire EMCS (Excises Movements Control System).
La directive prévoit aussi que les particuliers peuvent acquitter l'accise dans le pays dans lequel ils achètent les produits pour autant qu'ils assurent eux-mêmes le transport. Par ailleurs, en vue d'éviter le trafic frauduleux, la directive établit également que la détention à des fins commerciales de produits d'accise dans un pays y donne lieu à la perception de l'accise même si la taxe avait déjà été payée dans un autre pays. Pour déterminer ce qu'il faut entendre par fins commerciales, la directive fait état de différents critères dont la quantité de produits détenue. À titre indicatif, des seuils ont été établis pour la détention de produits de tabac et de boissons alcooliques au-delà desquels on peut retenir une présomption de détention à des fins commerciales. Enfin, la directive prévoit clairement qu'en cas de vente à distance à destination de particuliers, l'accise est due dans le pays d'arrivée. Dans ce cas, le vendeur a en principe l'obligation d'acquitter la taxe dans ce pays même s'il n'y est pas établi. Ce point a été confirmé dans un arrêt de la Cour de justice de Communautés européennes du 24 novembre 2006 qui ne faisait que confirmer d'autres arrêts antérieurs de la Cour.
Enfin, la directive prévoit également des exonérations notamment pour les produits destinés à être livrés :
- dans le cadre des relations diplomatiques et consulaires (franchises diplomatiques),
- aux organisations internationales reconnues par l'État membre d'accueil,
- aux forces de l'OTAN[32].

D'autres directives règlent les modalités particulières de perception de l'accise pour les différents produits et fixent les taux minimaux d'accise par type de produit, étant entendu que les États membres sont libres de fixer des taux supérieurs à ces taux minimaux. Il existe ainsi des directives en matière de :
- produits énergétiques et d'électricité : la directive 2003/96/CE du Conseil du 27 octobre 2003 restructurant le cadre communautaire de taxation des produits énergétiques et de l'électricité[33] ;
- l'alcool et les boissons alcoolisées : directive 92/83/CEE du Conseil du 19 octobre 1992 concernant l'harmonisation des structures des droits d'accise sur l'alcool et les boissons alcooliques[34] et directive 92/84/CEE du Conseil, du 19 octobre 1992, concernant le rapprochement des taux d'accise sur l'alcool et les boissons alcoolisées[35] ;
- les tabacs manufacturés : directive 95/59/CE du Conseil, du 27 novembre 1995, concernant les impôts autres que les taxes sur le chiffre d'affaires frappant la consommation des tabacs manufacturés[36], directive 92/79/CEE du Conseil, du 19 octobre 1992, concernant le rapprochement des taxes frappant les cigarettes[37] et directive 92/80/CEE du Conseil, du 19 octobre 1992, concernant le rapprochement des taxes frappant les tabacs manufacturés autres que les cigarettes[38].

## Histoire et produits
Les taxes d’accise sont imposées sur les bijoux, certains produits pétroliers, les véhicules lourds et les climatiseurs pour automobiles. De plus, une taxe est imposée sur les primes d’assurance et un droit est imposé selon la loi sur le droit pour la sécurité des passagers du transport aérien.
Par exemple, en mai 2005, les taxes d'accise sur les produits pétroliers pouvaient être de 4, 10, ou 11 cents canadiens par litre, ce qui, à titre de comparaison internationales, fait entre environ 0,025 et 0,07 euro par litre (2008).
Les droits de douane et d'accise ont été au centre d'un désaccord, principalement en Nouvelle-Écosse, entre la Couronne et le Parlement, portant sur le droit d’imposer des droits de douane. Ils ont été le centre de la « politique nationale » pendant environ un siècle. Le gouvernement les a utilisés pour négocier les tarifs avec les autres pays et garantir l'indépendance nationale.
Les droits de douane existaient dès l'arrivée des Européens en Amérique du Nord avec rhum et religion.
Des tribus autochtones exigeaient des droits de membres d’autres tribus traversant leur territoire.
La France a soutenu la Nouvelle-France avec un « droit à l'exportation sur les fourrures ». De 1760 à 1764, puis de nouveau en 1766, le gouvernement civil britannique poursuit la perception des droits sur l'importation sur les alcools qui prévalait sous le Régime français. La situation souleva l'ire des marchands anglo-américains et britanniques résidant dans la Province de Québec. Finalement, en 1768, le Board of Trade, sous les conseils du gouverneur Guy Carleton, retira ce droit de perception puisque toute taxation était jugée illégale sans l’assentiment d'une chambre d'assemblée provinciale. L'Acte de Québec de 1774 n'autorise pas le conseil législatif à lever des taxes et des impôts mais le Parlement britannique vote l'Acte du revenu de Québec (14 Geo. III, c. 88). Cette loi abroge officiellement les perceptions sur les vins, rhums et liqueurs ainsi que les droits sur l'exportation des fourrures hérités du régime français. Cependant, l'Acte du revenu de Québec établit de nouveaux droits perçu sur les mêmes produits en plus de la mélasse.
Le Royaume-Uni s'oriente vers le libre-échange dans les années 1840. À cette époque, les droits de douane et d'accise sont presque la seule source de revenu du Canada. Cet état de fait dure jusqu'à la Confédération.